# Nothobranchius aff. taeniopygus
Nothobranchius aff. taeniopygus là một loài cá thuộc họ Aplocheilidae. Nó là loài đặc hữu của Uganda. Môi trường sống tự nhiên của nó là các con sông.